# 纽伦堡后续审判
纽伦堡后续审判（英語：The subsequent Nuremberg trials），正式名称为在纽伦堡军事法庭审判前的战犯审判（the Trials of War Criminals before the Nuremberg Military Tribunals），是第二次世界大战结束后，主要战犯首轮审判后国际军事法庭前，于1946年至1949年，由美国在纽伦堡司法宫针对納粹德國领导层所犯战争罪行所成立的12个军事法庭。

## 背景
虽然最初计划在国际军事法庭上举行不止一场的国际审判，但盟国（美国，英国，法国和苏联）间日益加剧的分歧使之变得不可能。然而，盟国管制理事会于1945年12月20日发布的管制委员会法第10条，授权任何占领当局在其各自的占领区内审判嫌疑战犯。 根据这项法律，美国当局在主要战犯的首轮审判结束后，在纽伦堡进行了另外12次的审判。 所有这些审判中的法官与检察官均为美国人。 检方首席检察官是德福·泰勒准将。其他占领区也进行了类似的审判。

## 审判
美国于1946年12月9日至1949年4月13日，在纽伦堡军事法庭前所进行的12次审判。
审判如下：
| #  | 审判名称             | 日期                          | 被告                                                                 |
| -- | -------------------- | ----------------------------- | -------------------------------------------------------------------- |
| 1  | 医生审判             | 1946年12月9日–1947年8月20日   | 参与T-4行动在战俘和集中营囚犯身上做医学试验的23名纳粹医生            |
| 2  | 米尔希审判           | 1947年1月2日–1947年4月14日    | 纳粹德国空军元帅艾尔哈德·米尔希                                      |
| 3  | 司法官員审判         | 1947年3月5日–1947年12月4日    | 利用法律以“种族纯洁”迫害犹太人和纳粹党反对派的16名高级司法官员       |
| 4  | 波尔审判             | 1947年4月8日–1947年11月3日    | 党卫军集中营管理机构的领导人奥斯瓦尔德·波尔及17名党卫队官员          |
| 5  | 弗利克审判           | 1947年4月19日–1947年12月22日  | 大量使用外国强制性劳工的弗里克总裁弗里德里希·弗利克及其公司的5名董事 |
| 6  | 法本公司审判         | 1947年8月27日–1948年7月30日   | 齐克隆B制造商法本公司董事會                                          |
| 7  | 杀害人质审判         | 1947年7月8日–1948年2月19日    | 在东南欧巴尔干战役反游击战中杀害人质的12位将军                       |
| 8  | 种族和移民局审判     | 1947年10月20日–1948年3月10日  | 参与种族清洗和重新安置的14名党卫军高级官员                           |
| 9  | 别动队审判           | 1947年9月29日–1948年4月10日   | “党卫队特别行动队”的奥伦多尔夫等24名主要官员                         |
| 10 | 克虏伯审判           | 1947年12月8日–1948年7月31日   | 克虏伯集团的12名董事                                                 |
| 11 | 威廉大街审判         | 1948年1月6日–1949年4月13日    | 涉嫌破坏和平罪的納粹德國外交部高级官员及其它政府部长等共21名高级官员 |
| 12 | 国防军最高统帅部审判 | 1947年12月30日–1948年10月28日 | 14名国防军最高统帅部将军                                             |

## 审判结果
在纽伦堡共有3,887起案件被受理，其中约3,400起案件被撤销，489件受审，涉及1672名被告。共1,416人被判有罪；不到200人被处决，另有279名被告被判处终身监禁。截止20世纪50年代，几乎所有罪犯均被释放。
1951年，高级专员约翰·J·麦克洛伊的法令使许多长期徒刑大幅缩短，而别动队审判的10项未决死刑判决则被改判有期徒刑。同一年的大赦释放了许多曾经受到监禁的战犯。

## 批评
部分的审判因为认定了针对平民的“骚扰轰炸”（包括以核武器形式）是合法行为的结论，及判决允许在特定情况下处决平民以作为报复行为，而遭受到了批评。

### 起诉的执行
在2005年华盛顿邮报的采访中，美国陆军在别动队审判的首席检察官本杰明·B·费伦茨，透露了他在德国期间的一些活动。“那些不在那里的人永远无法真正了解情况是多么的不现实”他说，“美国人至少将一些德国低级别党卫军嫌犯送往流离失所者的营地，目的是让他们接受流离失所者的处决，而无需事先进行审判或判决。 根据当时的军事法律，将嫌疑犯移交受害人进行进一步质讯是合法的。“我曾经看到流离失所的人们殴打一名党卫军，然后将他绑在火葬场的钢床上，将他滑入焚化炉，打开炉子，再把他拉出来，再打他，然后把他放回去，直到他被活活烧死。我没有采取任何措施阻止这些行为，我想我可以拿出我的武器或者向空中射击，但是我不想这样做，这是否使我成为谋杀的共犯？”在采访中，费伦茨还指出，当时的军事法律规范允许许多在今天是不可能允许的行动：“你知道我是如何得到目击证词的吗？我会进入一个有美国飞行员跳伞降落并被活活打死的村子，让所有人排在墙边站好。然后我会说‘任何说谎的人都会被当场枪决。’我从来没有想过，在胁迫下采取的言论是无效的。”

## 延伸阅读
- Dubois, Josiah E.  (PDF). Boston, MA: Beacon Press. 1952. ASIN B000ENNDV6. （原始内容 (PDF)存档于2012年6月17日）.
- Priemel, Kim C.,  and Alexa Stiller, eds. Reassessing the Nuremberg Military Tribunals: Transitional Justice, Trial Narratives, and Historiography (Berghahn Books; 2012) 321 pages